# Валуни Моеракі

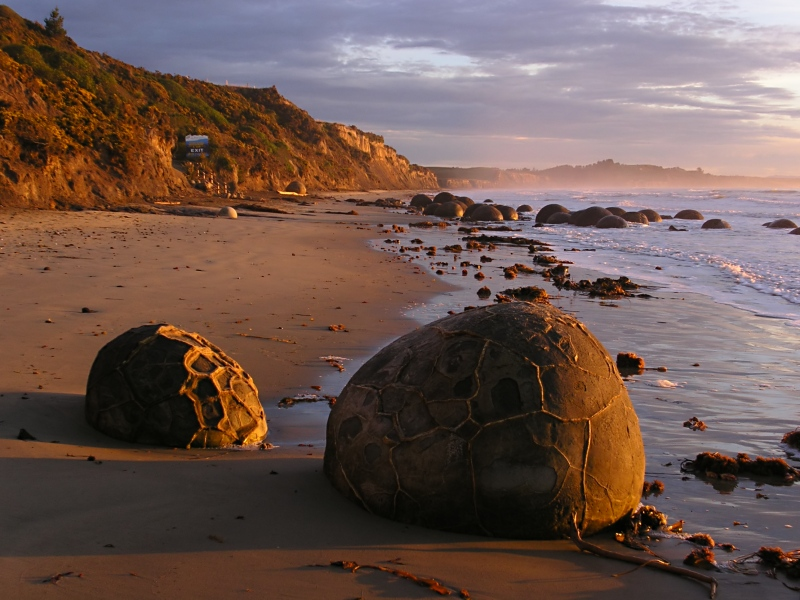
Валуни Моеракі насвітанку

Валуни Моеракі — природні сфероїдальні конкреції-септарії розміром від 0,2 до 2,5 м, що лежать на пляжі Коехохе (район Отаго, Нова Зеландія) між поселеннями Моеракі і Хемпден. Це один із найвідоміших геосайтів Нової Зеландії. На протяжності в 300 метрів уздовж пляжу можна знайти до сотні цих загадкових куль, які попадаються різних діаметрів (від 0,5 до 2,2 метра). Поверхня у одних куль може бути абсолютно гладкою, в інших шорстка з візерунками, що нагадують ті, які є на панцирі у черепах. Одні валуни лежать на пляжі, інші розташовані в морі, деякі з них за довгі роки розкололися і від них залишилися тільки шматки.

## Міфи і легенди
За легендами племені маорі валуни, це не що інше як їжа, а саме - гарбузи, картопля та ін., яка потрапила сюди з потерпілого крах міфічного каное Арай-те-уру (Arai-te-uru). Каное занесло на скелясте мілководдя берега Крок, де воно почало втрачати припаси, а закінчилася трагедія біля пляжу Коехохе - там височіє високий скелястий мис, в який перетворилося тіло капітана.

## Склад і утворення
Валуни були досліджені вченими, за допомогою рентгена та електронно-зондових мікроскопів, і було встановлено, що валуни складаються з піску, мулу та глини, зцементованих кальцитом. Ступінь цементації різна - в центрі валунів відносно слабка і збільшується до зовнішньої грані. Ближче до поверхні валуни складаються більшою мірою з кальциту (від 10 до 20%), тому що він не тільки щільно зцементував пісок і глину, але і в значній мірі замінив їх.
Досі немає однозначної відповіді, пропонується безліч варіантів, починаючи з того, що це сліди інопланетного життя, залишки стародавніх кораблів прибульців або скам'янілі яйця динозаврів. Але у вчених є на це своє припущення - виникли вони 65-56 мільйонів років тому (у палеоцені кайнозойської ери). Склад бруду з центру кулі показав, що вони почали утворюватися на поверхні морського дна, але з пониженням рівня моря вони виявилися близько до поверхні пляжу, де потоки прісної води завершили цементацію поверхні каменів. У науці такі кулясті утворення звуться конкреція-септарія.